# Jaroslav Čechura
Jaroslav Čechura (ur. 1952 w Pilźnie) – czeski historyk.

## Życiorys
Ukończył studia na Wydziale Filozoficznym Uniwersytetu Karola w Pradze. W latach 1977–1986 był pracownikiem Urzędu Ochrony Zabytków i Przyrody. W latach 1986–2002 był kierownikiem Archiwum Muzeum Narodowego w Pradze. Od 2002 jest wykładowcą Uniwersytetu Karola i pracownikiem Archiwum Muzeum Narodowego. Specjalizuje się w historii nowożytnej.

## Publikacje
- Struktur der Grundherrschaften im mittelalterlichen Boehmen unter besonderer Beruecksichtigung der Klosterherrschaften, Stuttgart 1994.
- Broumovská rebelie 1997.
- Karel IV. Na dvojím trůnu 1998
- Lucemburkové na českém trůně I.–II. 1999–2000
- Adelige Grundherren als Unternehmer. Zur Struktur suedboehmischer Dominien 1620 Mnichov 2000.
- Selské rebelie roku 1680 2001.
- Černínové versus Kysíbelští 2003.
- Králové a knížata zemí Koruny české 2003.
- Zimní král 2004.
- Sex v době temna. Sexuální život na českém jihu v prvním století Schwarzenberků (1660-1770). Praga: Rybka Publishers, 2015. 654 s.